# ゴールの法則
ゴールの法則（英: Gall's law）とは、ジョン・ゴールの著作「発想の法則：物事はなぜうまくいかないか」
(原題 "Systemantics : How Systms Work and Especially How They Fail"）で示された経験則(rule of thumb)で、
"正常に動作する複雑なシステムは、例外なく正常に動作する単純なシステムから発展したものである。逆もまた真であり、ゼロから作り出された複雑なシステムが正常に動作することはなく、またそれを修正して動作させるようにもできない。正常に動作する単純なシステムから構築を始めなければならない。"
というものである。
「経験の法則」は、ルートヴィヒ・フォン・ベルタランフィやアルフレッド・コージブスキーなどの思想家によるシステム理論および一般意味論の著作についての評論である。この経験則は一般に「ゴールの法則」と呼ばれているが、元の著作ではこれを「法則」と記してはおらず、全体としてはマーフィーの法則やピーターの法則を引用し、同じような格言を多数述べて構成している。単純なシステムの長所を正当化したもののように見えるが、この経験則の直前に「単純なシステムは、うまく動作する場合もそうでない場合もある」とも述べている。
この哲学は、最も単純なことを最初に行い機能を後から追加していくことを勧めるエクストリーム・プログラミングの哲学の一部として考えることもできる。